# جايسون سميث (لاعب كرة قدم أسترالي)
جايسون سميث (بالإنجليزية: Jason Smith)‏ هو لاعب كرة قدم أسترالي، ولد في 14 مارس 1972 في بريزبان في أستراليا. لعب مع North Queensland Cowboys ‏.